# Bartolomeo Massei
Bartolomeo Massei (Montepulciano, 2 gennaio 1663 – Ancona, 20 novembre 1745) è stato un cardinale e arcivescovo cattolico italiano.

## Biografia
Studiò all'Università di Pisa, presso cui si addottorò in utroque iure il 29 maggio 1683. Al termine degli studi si recò a Roma, dove entrò alla Corte del cardinale Gianfrancesco Albani, il futuro papa Clemente XI. Ricevette il suddiaconato il 23 settembre 1702 e il diaconato il 23 dicembre dello stesso anno. Il 7 aprile 1703 fu ordinato presbitero. Ebbe quindi incarichi minori nella Curia romana durante il pontificato di Clemente XI, per i quali compì nel 1712 un viaggio a Milano e un viaggio nel 1715 a Parigi, dove si stabilirà dopo il 1719.
Il 3 febbraio 1721 fu eletto arcivescovo titolare di Atene e il giorno successivo fu nominato nunzio apostolico straordinario in Francia e nunzio apostolico dal 27 agosto 1722. Un importante successo della sua attività diplomatica fu l'accettazione da parte del cardinale Louis-Antoine de Noailles, arcivescovo di Parigi, della bolla Unigenitus, che condannava il giansenismo.
Nel concistoro del 2 ottobre 1730 papa Clemente XII lo creò cardinale. L'8 gennaio 1731 ricevette il titolo di Sant'Agostino. Il 12 aprile 1762 optò per il titolo di San Marcello.
Il 21 maggio 1731 fu nominato vescovo di Ancona e Numana, con titolo personale di arcivescovo. Durante il suo episcopato restaurò il palazzo episcopale e la villa di campagna, si occupò di bonifiche, completò la decorazione della cattedrale e lastricò la piazza antistante. Compì la visita pastorale e durante il passaggio delle truppe spagnole e della flotta britannica seppe difendere la sua diocesi in modo che nessuno patì danni.
Partecipò al conclave del 1740 che elesse papa Benedetto XIV.
Morì ad Ancona e fu sepolto nella cattedrale.

## Genealogia episcopale e successione apostolica
La genealogia episcopale è:
- Cardinale Guillaume d'Estouteville, O.S.B.Clun.
- Papa Sisto IV
- Papa Giulio II
- Cardinale Raffaele Sansone Riario
- Papa Leone X
- Papa Paolo III
- Cardinale Francesco Pisani
- Cardinale Alfonso Gesualdo di Conza
- Papa Clemente VIII
- Cardinale Pietro Aldobrandini
- Cardinale Laudivio Zacchia
- Cardinale Antonio Barberini, O.F.M.Cap.
- Cardinale Nicolò Guidi di Bagno
- Arcivescovo François de Harlay de Champvallon
- Arcivescovo Hardouin Fortin de la Hoguette
- Cardinale Henri-Pons de Thiard de Bissy
- Cardinale Bartolomeo Massei

La successione apostolica è:
- Vescovo Mario Antonio Maffei (1741)